# Afidante
Nella mitologia greca  Afidante  era figlio di Polifemo di Alybas ed era, secondo il racconto di Omero, il padre di Eperito.

## Il mito
Al ritorno nella sua patria, l'isola di Itaca, dopo la guerra di Troia, Odisseo, o Ulisse, avvicinandosi ai Proci che avevano occupato la sua reggia, finse di chiamarsi Eperito. Quando incontrò suo padre Laerte, continuando la sua messinscena, disse di essere il figlio di Afidante, re di Alibante.

### Fonti
- Omero, Odissea XXIV, 303-306
- Pausania, Periegesi della Grecia, Libro VIII, 4, 5-6
- Pseudo-Apollodoro, Libro III, 9, 1

### Moderna
- Robert Graves, I miti greci, Milano, Longanesi, ISBN 88-304-0923-5.
- Angela Cerinotti, Miti greci e di roma antica, Prato, Giunti, 2005, ISBN 88-09-04194-1.
- Anna Maria Carassiti, Dizionario di mitologia classica, Roma, Newton, 2005, ISBN 88-8289-539-4.